# Clerogenes meledantis
Clerogenes meledantis är en fjärilsart som beskrevs av Edward Meyrick 1921. Clerogenes meledantis ingår i släktet Clerogenes och familjen Symmocidae. Inga underarter finns listade i Catalogue of Life.